# Gransjön (Stöde socken, Medelpad, 691219-153542)
Gransjön är en sjö i Sundsvalls kommun i Medelpad och ingår i Ljungans huvudavrinningsområde. Sjön är 8,5 meter djup, har en yta på 0,629 kvadratkilometer och är belägen 305,1 meter över havet. Sjön avvattnas av vattendraget Fanbyån (Palsjöån).

## Delavrinningsområde
Gransjön ingår i det delavrinningsområde (691126-153453) som SMHI kallar för Utloppet av Gransjön. Medelhöjden är 337 meter över havet och ytan är 9,25 kvadratkilometer. Räknas de 6 avrinningsområdena uppströms in blir den ackumulerade arean 47,39 kvadratkilometer. Fanbyån (Palsjöån) som avvattnar avrinningsområdet har biflödesordning 2, vilket innebär att vattnet flödar genom totalt 2 vattendrag innan det når havet efter 87 kilometer. Avrinningsområdet består mestadels av skog (83 procent). Avrinningsområdet har 0,63 kvadratkilometer vattenytor vilket ger det en sjöprocent på 6,8 procent.